# إرنست لاكوست
إرنست لاكوست هو سياسي أمريكي، ولد في 15 ديسمبر 1887، وتوفي في 1 أغسطس 1976.